# V.League 1 (2006)
V.League 1 (2006) – 23. edycja najwyższej piłkarskiej klasy rozgrywkowej w Wietnamie. W rozgrywkach wzięło udział 13 drużyn, grając systemem kołowym. Sezon rozpoczął się 15 stycznia, a zakończył 20 sierpnia 2006 roku. Tytuł obroniła drużyna Gạch Đồng Tâm Long An. Tytuł króla strzelców zdobył Brazylijczyk Elenildo, który w barwach klubu Cảng Sài Gòn strzelił 18 bramek.

## Drużyny
| - Hà Nội ACB - Gạch Đồng Tâm Long An - Mitsu Haier Hajfong - SHB Đà Nẵng - Khatoco Khánh Hoà – beniaminek - Mikado Nam Định - Thép Pomina Tiền Giang – beniaminek | - Sông Lam Nghệ An - Becamex Bình Dương - Hòa Phát Hanoi - Pisico Bình Định - Cảng Sài Gòn - Hoàng Anh Gia Lai |

## Tabela końcowa
|    | Klub                   | M  | Z  | R | P  | Br+ | Br- | Br+/- | Pkt | Uwagi                                              |
| 1  | Gạch Đồng Tâm Long An  | 24 | 12 | 4 | 8  | 38  | 32  | +6    | 40  | Mistrz Azjatycka Liga Mistrzów 2007 – faza grupowa |
| 2  | Becamex Bình Dương     | 24 | 11 | 6 | 7  | 33  | 25  | +8    | 39  |                                                    |
| 3  | Pisico Bình Định       | 24 | 9  | 9 | 6  | 32  | 22  | +10   | 36  |                                                    |
| 4  | Hoàng Anh Gia Lai      | 24 | 10 | 6 | 8  | 24  | 21  | +3    | 36  |                                                    |
| 5  | Sông Lam Nghệ An       | 24 | 9  | 9 | 6  | 27  | 27  | 0     | 36  |                                                    |
| 6  | Khatoco Khánh Hoà      | 24 | 10 | 5 | 9  | 30  | 25  | +5    | 35  |                                                    |
| 7  | SHB Ðà Nẵng            | 24 | 9  | 7 | 8  | 32  | 27  | +5    | 34  |                                                    |
| 8  | Hà Nội ACB             | 24 | 9  | 6 | 9  | 28  | 31  | −3    | 33  |                                                    |
| 9  | Mikado Nam Định        | 24 | 9  | 5 | 10 | 22  | 28  | −6    | 32  |                                                    |
| 10 | Cảng Sài Gòn           | 24 | 7  | 8 | 9  | 35  | 38  | −3    | 29  |                                                    |
| 11 | Hòa Phát Hanoi         | 24 | 7  | 6 | 11 | 30  | 41  | −11   | 27  | Azjatycka Liga Mistrzów 2007 – runda eliminacyjna1 |
| 12 | Mitsu Haier Hajfong    | 24 | 5  | 9 | 10 | 31  | 36  | −5    | 24  | Baraż o utrzymanie                                 |
| 13 | Thép Pomina Tiền Giang | 24 | 5  | 8 | 11 | 17  | 26  | −9    | 23  | Spadek                                             |

1Jako zdobywca Pucharu Wietnamu 2006.
Źródło: RSSSF

## Baraż o awans/utrzymanie
| 8 listopada 2006 18:00 G | Mitsu Haier Hajfong · Julien 35' | 1:1 (dogr.) k. 3:4(1:1) | Huda Huế · 21' Marcelo | Stadion Thiên Trường, Nam Định Sędzia: Dương Mạnh Hùng (Wietnam) |
|                          |                                  |                         |                        |                                                                  |

Zespół Mitsu Haier Hajfong nie utrzymał się w V.League 1, natomiast drużyna Huda Huế awansowała z drugiej lidze.